# Kristin Scott Thomas
Kristin A. Scott Thomas (sinh ngày 24 tháng 5 năm 1960) là một nữ diễn viên người Anh và cũng có cả quốc tịch Pháp. Bà bắt đầu nổi tiếng khắp thế giới trong thập niên 1990 về các vai diễn ở các phim Bitter Moon, Four Weddings and a Funeral và The English Patient.
Từ thập niên 1980, bà cũng tham gia ngành điện ảnh Pháp trong các phim như Tell No One và I've Loved You So Long của Philippe Claudel. Bà đã sống ở Pháp từ khi lên 19 tuổi, nuôi ba con lớn lên ở Paris, và nói rằng bà tự coi mình là người Pháp hơn là người Anh. Bà được thưởng Bắc đẩu bội tinh từ ngày 01.01.2005.

## Thời niên thiếu
Scott Thomas sinh tại Redruth, Cornwall thuộc Anh. Mẹ của bà, Deborah (nhũ danh Hurlbatt), lớn lên ở Hồng Kông và châu Phi, và học kịch nghệ trước khi kết hôn với cha của Scott Thomas. Cha của bà - trung tá Simon Scott Thomas - một phi công thuộc đơn vị Fleet Air Arm của Hải quân Hoàng gia Anh bị tử nạn trong một tai nạn máy bay năm 1964. Bà là chị của nữ diễn viên Serena Scott Thomas, và là cháu họ của đô đốc Sir Richard Thomas.
Scott Thomas là người Công giáo. Bà sống thời thơ ấu ở Trent, Dorset, Anh. Mẹ của bà tái hôn với một phi công khác của Hải quân Hoàng gia Anh, người này cũng bị chết trong một tai nạn máy bay, 6 năm sau cái chết của người chồng trước. Scott Thomas theo học các trường tư Cheltenham Ladies' College và trường dành cho nữ sinh St. Antony's Leweston ở Sherborne, Dorset. Khi thôi học ở đây, bà di chuyển về Hampstead, London, và làm việc trong một cửa hàng bách hóa. Sau đó, bà bắt đầu học làm giáo viên kịch nghệ ở Central School of Speech and Drama. Khi được nói là mình sẽ không bao giờ trở thành một diễn viên giỏi, bà liền rời trường ở tuổi 19 và sang làm giúp việc ở Paris. Nói tiếng Pháp lưu loát, bà vào học diễn xuất ở École nationale supérieure des arts et techniques du théâtre (ENSATT) tại Paris, và tốt nghiệp ở tuổi 25. Bà đóng cặp với ngôi sao nhạc pop Prince trong vai Mary Sharon - một phụ nữ Pháp thừa kế gia tài lớn – trong phim Under The Cherry Moon năm 1986.
Trong bộ 3-CD LOtUSFLOW3R năm 2009 của mình, album MPLSoUND có bài hát mang tên "Better With Time", mà Prince nói là một bài thơ ca ngợi Kristin.

## Sự nghiệp
Scott Thomas có lẽ nổi tiếng nhất về vai diễn chính như người vợ không chung thủy trong phim The English Patient, một trong các phim thành công nhất năm 1996. Trong thập kỷ 1990, bà đóng cặp với Hugh Grant trong phim Bitter Moon và phim thành công về bán vé trên toàn cầu Four Weddings and a Funeral (Bốn đám cưới và một đám tang).
Năm 2001 Kristin đóng vai Lady Sylvia McCordle trong phim đoạt giải Oscar Gosford Park.
Bà cũng xuất hiện trong phim truyền hình Book Clubbin' năm 2003, tập Absolutely Fabulous (bà đóng vai nhân vật Plum Berkeley).
Bà được thưởng Huân chương Đế chế Anh năm 2003, và cũng được chính phủ Pháp thưởng Bắc Đẩu bội tinh ngày 01.01.2005.
Đầu năm 2007, bà đóng vai Arkadina trong The Seagull của Anton Chekhov, sản xuất ở London và đoạt giải Laurence Olivier cho nữ diễn viên xuất sắc nhất ngày 9.3.2008. Bà đã diễn lại vai này ở New York trong tháng 9 năm 2008.
Năm 2006, bà đóng vai Hélène trong phim nói tiếng Pháp Ne le dis à personne (Tell No One), do Guillaume Canet đạo diễn. Năm 2008, Scott Thomas được khen ngợi nhiều về diễn xuất trong một phim Pháp khác, Il y a longtemps que je t'aime (I've Loved You So Long), trong đó bà được đề cử cho vai nữ chính xuất sắc nhất của cả giải BAFTA và Giải Quả cầu vàng.
Năm 2008, Scott Thomas đóng vai Elizabeth Boleyn, Countess of Wiltshire mẹ của Mary, Anne và George trong phim The Other Boleyn Girl.
Năm 2009, bà đóng vai người sáng lập và chủ bút một tạp chí thời trang trong phim Confessions of a Shopaholic.
Bà đóng vai chính trong phim mà kịch bản được chuyển thể từ tiểu thuyết "The Woman in the Fifth" của Douglas Kennedy, theo kế hoạch sẽ được phát hành vào cuối năm 2010.
Năm 2011, Scott Thomas sẽ đóng vai chính trong phim Bel Ami sắp tới như là một người yêu khác của George Duroy (do Robert Pattinson diễn xuất).

## Đời tư
Sau 18 năm kết hôn, Scott Thomas đã ly dị với bác sĩ phụ khoa người Pháp François Olivennes. Họ có ba người con: Hannah (sinh năm 1988), Joseph (1991), và George (2000).
Vụ ly hôn này xảy ra nghe đồn là do bởi quan hệ lãng mạn của bà với nam diễn viên Anh Tobias Menzies, người mà bà gặp khi diễn vở kịch Three Sisters của Chekhov ở nhà hát West End London. Menzies cũng là người cùng đóng vai chính với bà trong vở kịch As You Desire Me của Pirandello ở London năm 2006.

## Danh mục phim
| Năm  | Tên                              | Vai diễn                          | Ghi chú |
| ---- | -------------------------------- | --------------------------------- | --- |
| 1985 | Charly                           |                                   | |
| 1986 | Under the Cherry Moon            | Mary Sharon                       | Đề cử — Giải Mâm xôi vàng cho nữ diễn viên phụ tồi nhất |
| 1987 | Djamal et Juliette               |                                   | |
| 1987 | Agent trouble                    | Julie                             | |
| 1988 | Lounge Chair                     | Marie                             | |
| 1988 | A Handful of Dust                | Brenda Last                       | Giải phim Anh của nhật báo Evening Standard cho diễn viên mới triển vọng nhất |
| 1988 | The Tenth Man                    | Thérèse                           | |
| 1989 | Bille en tête                    | Clara                             | cũng phát hành với tên Headstrong |
| 1989 | Force majeure                    | Katia                             | |
| 1990 | Le bal du gouverneur             | Marie Forestier                   | |
| 1991 | Aux yeux du monde                | L'institutrice                    | |
| 1991 | Valentino! I Love You            |                                   | |
| 1991 | Mio caro dottor Gräsler          | Sabine                            | |
| 1992 | Bitter Moon                      | Fiona                             | |
| 1994 | An Unforgettable Summer          | Marie-Thérèse Von Debretsy        | |
| 1994 | Four Weddings and a Funeral      | Fiona                             | - Giải BAFTA cho nữ diễn viên phụ xuất sắc nhất - Giải phim Anh của nhật báo Evening Standard cho for nữ diễn viên chính xuất sắc nhất - Đề cử — Giải Chlotrudis cho nữ diễn viên phụ xuất sắc nhất |
| 1994 | Le Confessional                  | phụ tá của Alfred Hitchcock       | |
| 1995 | Plaisir d'offrir                 |                                   | |
| 1995 | En mai, fais ce qu'il te plaît   | Martine                           | |
| 1995 | Les Milles                       | Mary-Jane Cooper                  | |
| 1995 | Richard III                      | Lady Anne                         | |
| 1995 | Angels & Insects                 | Matty Crompton                    | - Giải phim Anh của nhật báo Evening Standard cho for nữ diễn viên chính xuất sắc nhất - Đề cử — Giải Chlotrudis cho nữ diễn viên phụ xuất sắc nhất |
| 1996 | Microcosmos                      | Narrator                          | |
| 1996 | Gulliver's Travels (mini-series) | Immortal Gatekeeper               | |
| 1996 | The English Patient              | Katharine Clifton                 | - Giải NBRMP cho nữ diễn viên phụ xuất sắc nhất - Đề cử — Giải Oscar cho nữ diễn viên chính xuất sắc nhất - Đề cử — Giải BAFTA cho nữ diễn viên chính xuất sắc nhất - Đề cử — Giải Quả cầu vàng cho nữ diễn viên phim chính kịch xuất sắc nhất - Đề cử — Giải Vệ tinh cho nữ diễn viên phim chính kịch xuất sắc nhất - Đề cử — Giải SAG cho nữ diễn viên chính xuất sắc nhất - Đề cử — Giải SAG cho toàn bộ diễn viên xuất sắc trong một phim                                                                                           |
| 1996 | Mission: Impossible              | Sarah Davies                      | |
| 1996 | Somebody to Love                 |                                   | |
| 1996 | The Pompatus of Love             | Caroline                          | |
| 1997 | Amour et confusions              | Sarah                             | |
| 1998 | Souvenir                         | Ann                               | |
| 1998 | Sweet Revenge                    | Imogen Staxton-Billing            | |
| 1998 | The Horse Whisperer              | Annie MacLean                     | |
| 1999 | Random Hearts                    | Kay Chandler                      | |
| 2000 | Up at the Villa                  | Mary Panton                       | |
| 2000 | Play                             | First Woman                       | |
| 2001 | Life as a House                  | Robin Monroe                      | |
| 2001 | Gosford Park                     | Sylvia McCordle                   | - Giải BFCA cho toàn bộ vai diễn xuất sắc nhất - Giải của Hội phê bình phim Florida cho toàn bộ vai diễn xuất sắc nhất - Giải của Hội phê bình phim online cho toàn bộ vai diễn xuất sắc nhất - Giải Vệ tinh – về thành tựu đặc biệt cho toàn bộ diễn viên - Giải SAG cho toàn bộ diễn viên xuất sắc trong một phim - Đề cử — Giải của Hội phê bình phim Phoenix cho toàn bộ vai diễn xuất sắc nhất |
| 2003 | Small Cuts                       | Béatrice                          | Petites coupures |
| 2004 | Arsène Lupin                     | Joséphine, comtesse de Cagliostro | |
| 2005 | Man to Man                       | Elena Van Den Ende                | |
| 2005 | Chromophobia                     | Iona Aylesbury                    | |
| 2005 | Keeping Mum                      | Gloria Goodfellow                 | Đề cử — Giải của Giới phê bình phim London cho nữ diễn viên Anh của năm |
| 2006 | The Valet                        | Christine Levasseur               | |
| 2007 | Mauvaise pente                   |                                   | |
| 2007 | Tell No One                      | Hélène Perkins                    | |
| 2007 | The Walker                       | Lynn Lockner                      | |
| 2007 | The Golden Compass               | Stelmaria                         | |
| 2008 | I've Loved You So Long           | Juliette                          | - Giải Chlotrudis cho nữ diễn viên xuất sắc nhất - Giải phim châu Âu cho nữ diễn viên chính xuất sắc nhất - Giải của Giới phê bình phim London cho nữ diễn viên Anh của năm - Đề cử — Giải BAFTA cho nữ diễn viên chính xuất sắc nhất - Đề cử — Giải César cho nữ diễn viên chính xuất sắc nhất - Đề cử — Giải Quả cầu vàng cho nữ diễn viên phim chính kịch xuất sắc nhất - Đề cử — Giải thưởng phim và truyền hình Ireland cho nữ diễn viên chính xuất sắc nhất - Đề cử — Giải Vệ tinh cho nữ diễn viên phim chính kịch xuất sắc nhất |
| 2008 | The Other Boleyn Girl            | Elizabeth Boleyn                  | |
| 2008 | Seuls two                        | L'antiquaire                      | |
| 2008 | Easy Virtue                      | Mrs. Whittaker                    | - Đề cử — Giải phim độc lập Anh cho nữ diễn viên phụ xuất sắc nhất - Đề cử — Giải của Giới phê bình phim London cho nữ diễn viên phụ người Anh của năm |
| 2008 | Largo Winch                      | Ann Fergusson                     | |
| 2009 | Confessions of a Shopaholic      | Alette Naylor                     | |
| 2009 | Leaving                          | Suzanne                           | Đề cử — Giải César cho nữ diễn viên chính xuất sắc nhất |
| 2010 | Nowhere Boy                      | Mimi Smith                        | - Đề cử — Giải phim độc lập Anh cho nữ diễn viên phụ xuất sắc nhất - Đề cử — Giải của Giới phê bình phim London cho nữ diễn viên phụ người Anh của năm - Đề cử — Giải BAFTA cho nữ diễn viên phụ xuất sắc nhất - Đề cử — Giải Vệ tinh cho nữ diễn viên phụ xuất sắc nhất |
| 2010 | Contre Toi                       | Anna                              | |
| 2010 | Sarah's Key                      | Julia Armond                      | Đề cử — Giải César cho nữ diễn viên chính xuất sắc nhất |
| 2011 | Bel Ami                          |                                   | Filming |

## Truyền hình
- 1984: L'amour en héritage (Mistral's Daughter) của Kevin Connor - Nancy
- 1993: Body & Soul của Moira Armstrong
- 1996: Les Voyages de Gulliver của Charles Sturridge - la gardienne immortelle
- 2003: Absolutely Fabulous (serie), Mùa 5, tập 2 - Plum

### Kịch
- La Lune déclinante sur 4 ou 5 personnes qui dansent (1983, Festival de Semur en Auxois)
- Terre étrangère (1984, Théâtre des Amandiers de Nanterre)
- Naïves Hirondelles (1984, Festival d'Avignon)
- Yes, peut-être (1985, in a field in Burgundy)
- Bérénice (2001, Festival de Perpignan and Festival d'Avignon + national tour)
- Three Sisters (2003, Playhouse Theatre, London)... Masha
- As You Desire Me (2005–06, Playhouse Theatre, London)... Elma
- The Seagull (2007, Royal Court Theatre, London)... Arkadina

- Laurence Olivier Awards Best Actress — The Seagull

- A Little Night Music (Planned February 2010, Théâtre du Châtelet, Paris)... Désirée

## Trích dẫn
- Tôi không hề đi thẳng vào vấn đề nếu tôi có thể dùng lối khó khăn nhất. Tại sao là đơn giản khi anh có thể là phức tạp? - (Graham Fuller, The Cover Interview: Kristin Scott Thomas, originally published in Interview Magazine, November 1996)